# Landover Hills
Landover Hills és una població dels Estats Units a l'estat de Maryland. Segons el cens del 2000 tenia 1.534 habitants.

## Demografia
Segons el cens del 2000, Landover Hills tenia 1.534 habitants, 514 habitatges, i 384 famílies. La densitat de població era de 2.042,3 habitants/km².
Dels 514 habitatges en un 43,8% hi vivien nens de menys de 18 anys, en un 48,8% hi vivien parelles casades, en un 20,6% dones solteres, i en un 25,1% no eren unitats familiars. En el 20,6% dels habitatges hi vivien persones soles el 5,1% de les quals corresponia a persones de 65 anys o més que vivien soles. El nombre mitjà de persones vivint en cada habitatge era de 2,98 i el nombre mitjà de persones que vivien en cada família era de 3,45.
Per edats la població es repartia de la següent manera: un 32,3% tenia menys de 18 anys, un 7% entre 18 i 24, un 31,8% entre 25 i 44, un 21,9% de 45 a 60 i un 6,9% 65 anys o més.
L'edat mediana era de 34 anys. Per cada 100 dones de 18 o més anys hi havia 89,1 homes.
La renda mediana per habitatge era de 55.313 $ i la renda mediana per família de 55.938 $. Els homes tenien una renda mediana de 31.842 $ mentre que les dones 32.464 $. La renda per capita de la població era de 18.779 $. Entorn del 10,1% de les famílies i l'11% de la població estaven per davall del llindar de pobresa.

## Poblacions més properes
El següent diagrama mostra les poblacions més properes.